# Congregazione di San Mauro
La Congregazione di San Mauro fu una congregazione religiosa dell'Ordine di San Benedetto che, sorta presso l'abbazia parigina di Saint-Germain-des-Prés nel 1618 e approvata da Gregorio XV nel 1621, si diffuse rapidamente in tutta la Francia e fu infine soppressa dall'Assemblea costituente nel 1792; prese il nome da san Mauro (VI secolo), un discepolo di san Benedetto che, secondo la tradizione, aveva introdotto la regola benedettina nelle Gallie, ed è ricordata per il grande contributo dato alla cultura storica e filologica.
I suoi appartenenti erano chiamati maurini, o mauristi.

## Storia
Nel corso del XVI secolo la Francia aveva assistito ad un profondo rilassamento dei costumi nei suoi monasteri benedettini ma, dopo la conclusione del Concilio di Trento (1564), in un clima di rinnovamento spirituale, in numerose abbazie vennero prese iniziative per restaurare la rigida osservanza della Regola.
Nel 1598 Didier de La Cour iniziò a riorganizzare la vita religiosa in alcune abbazie della Lorena, che diedero vita alla Congregazione dei Santi Vitone e Idulfo: alla riforma di Dom de la Cour aderirono anche quasi tutti i monasteri benedettini del regno di Francia (all'epoca la Lorena costituiva uno stato indipendente), ad eccezioni di quelli cluniacensi.
Sorse così una nuova congregazione (con oltre 200 case), intitolata a san Mauro, che ebbe come casa madre l'abbazia di Saint-Germain-des-Prés di Parigi, residenza del superiore generale. Il breve che ne decretò formalmente l'istituzione venne firmato da papa Gregorio XV il 17 maggio 1621.
Nel 1640 il cardinale Richelieu, allora anche abate commendatario della famosa Abbazia benedettina di La Chaise-Dieu, assegnò anche quest'ultima alla congregazione.

## Attività culturale
Sotto la guida del primo generale della congregazione, l'abate Grégoire Tarisse, i monasteri maurini divennero notevoli centri culturali, attivi soprattutto nella ricerca storica e letteraria erudita e nello studio dei testi patristici.
Nel 1709, Jacques Martin entrò nella congregazione e inizio a tradurre diverse opere, tra cui diversi lavori sulla storia della Gallia e diverse opere di sant'Agostino.
Al prestigio degli studi maurini contribuirono personalità come Nicolas-Hugues Ménard, Luc d'Achery, Edmond Martène, Claude Chantelou e soprattutto Jean Mabillon e Bernard de Montfaucon: tra le opere più notevoli prodotte collettivamente dai monaci vanno ricordati:
- i XIII volumi della Gallia Christiana;
- la Storia letteraria della Francia;
- il grande trattato De re diplomatica pubblicato nel 1681 da Jean Mabillon, da cui si usa datare la nascita della paleografia e della diplomatica come discipline aventi rigore scientifico;[2]
- l'edizione completa delle opere di Gregorio di Nazianzo.

## La scomparsa dell'ordine
La soppressione di tutti i monasteri francesi venne decretata dall'Assemblea costituente nel 1790, al tempo della Rivoluzione francese.
L'ultimo generale della congregazione, Ambroise-Augustin Chevreux, venne ucciso a Parigi insieme a quaranta suoi confratelli il 2 settembre del 1792.
La congregazione benedettina di Solesmes (o di Francia), sorta nel 1837 per iniziativa dell'abate Prosper Guéranger, intese recuperarne l'eredità spirituale.